# Serratia marcescens
Serratia marcescens es un bacilo gramnegativo de la familia enterobacteriacea. Puede ser peligroso para el ser humano, ya que a veces es patógena, como causa de infecciones nosocomiales y urinarias.

## Bacteriología
Es un bacilo móvil que es posible que crezca a una temperatura que oscila entre 3.5-40 °C, en niveles de pH que varían entre 5 y 9. El ambiente en el cual predomina es en condiciones húmedas, por esa razón es posible encontrarla creciendo en los baños y las alcantarillas, aunque puede ser eliminada mediante la aplicación de lejía y otros desinfectantes.

## Cuadros clínicos
Serratia marcescens puede provocar conjuntivitis, queratitis e infecciones en heridas, riñones y vías urinarias, así como infecciones respiratorias, meningitis y endocarditis. Esta bacteria afecta especialmente a pacientes hospitalizados y a pacientes que tienen la inmunidad disminuida por enfermedades sistémicas o tratamientos médicos inmunosupresores.

## Tratamiento
Las bacterias del género Serratia con frecuencia son resistentes a antibióticos por genes cromosómicos o plasmídicos que codifican enzimas de resistencia. Por ello, esta bacteria presenta una resistencia primaria a las penicilinas y cefalosporinas de tercera generación, es resistente pero se puede curar totalmente con medicamentos especiales.
El tratamiento puede realizarse con fluoroquinolonas (ciprofloxacino, levofloxacino), carbapenemicos (ertapenem, imipenem, meropenem), o más frecuentemente cefalosporinas de tercera y cuarta generación (cefotaxima, cefepime), generalmente asociado a un aminoglucósido.

## Historia
Debido a la pigmentación roja, ocasionada por el pigmento prodigiosina, y la facilidad con que se desarrolla en el pan, S. marcescens ha sido mencionada como la explicación natural de la leyenda medieval sobre la «milagrosa» aparición de sangre en la Eucaristía, que condujo al Papa Urbano IV a instituir la festividad de Corpus Christi en 1264.
En los años 1950 se creía que Serratia marcescens no era patógena, y por eso, la utilizaban en experimentos los estudiantes o simulando pruebas biológicas para los militares de los Estados Unidos. Desde entonces, las infecciones causadas por esta bacteria han ido aumentando a la vez que la resistencia de esta a los antibióticos. En el presente es ocasional causante de brotes en hospitales y unidades de cuidados intensivos, a veces por cepas multiresistentes.